# پاپ نیکلاس دوم
پاپ نیکلاس دوم (به لاتین: Nicholaus II) یکی از پاپ‌های کلیسای کاتولیک رم بود که از ۱۰۵۸ تا ۱۰۶۱ میلادی پاپ بود.
پاپ نیکلاس دوم از شایستگان تاریخ کلیسای رم است؛ او زمانی کوتاه در جایگاه پاپی قرار گرفت؛ ولی همین سه سال یکی از نمایانترین بزنگاه‌ها در تاریخ سیاسی کلیسا به‌شمار می‌آید؛ نیکلاس در ۱۰۵۹م، فرمانی را مکتوب کرد که برابر آن، دست همه دارندگان اقتدار برون از حوزه کلیسا- حتی شهریاران- از شرکت داشتن در گزینش پاپ کوتاه می‌شد؛ فرمان، گزینش پاپ را به رأی کاردینال‌ها و اسقفانِ نه تنها رم، که دیگر سرزمین‌های مسیحی می‌گذاشت.
نیز در فرمان پیش‌بینی گشته بود که پس از رأی بلندپایگان کلیسا، جریان به رأی مردم [مؤمنان] هم نهاده می‌شود- و البته این نکته واپسین جستاری بیشتر صوری بود، نیکلا، در فرمانی دگر هشدار می‌داد که هر مقام کلیسایی که از راه خرید و فروش یا به فرمان مقام‌های دولتی به دست آمده باشد در نزد کلیسا بی‌ارزش بوده و دارندگان این چنین مقام‌هایی در زمرهٔ مقام‌های روحانی قرار نمی‌گیرند؛ پاپ می‌دانست که فرمان دوم را نباید «عطف به‌ماسبق» کند.
نیکلاس با این دو فرمان به هدف‌های زیرین می‌رسید:
۱ - رهایی کلیسا از سلطه نیروهای برون از کلیسا و، به زبان دگر، استقلال سیاسی کلیسا
۲ -گرچه پیش از این فرمان‌ها، کلیسای رم مهم‌ترین کلیسای کاتولیک به‌شمار می‌آمد ولی این کلیسا بر همه کلیساهای کاتولیک دیگر سمت ریاست نداشت و بسیاری از کلیساها «خودفرمان» و مستقل از کلیسای رم بوده و پاپ را هم رئیس خود نمی‌دانستند؛ نیکلا با فراخوانی از کاردینالها و اسقفان همه حوزه‌های کاتولیک پیرامون دریای مدیترانه، زمینه تمرکزگرایی در جهان مسیحی و مرکزیت دادن به کلیسای رم را فراهم نمود.
فرمان‌های نیکلاس دوم چالشها و ستیزهایی را برانگیخت که نزدیک به دو سده به درازا کشید، ولی، به هر روی، کلیسا در هر دو زمینه یاد شده با شکست روبرو نگشت.